# Jasmine Sagginario
Jasmine Alexanbria Sagginario (1 de septiembre de 1994) más conocida como "Jasmine Sagginario" o también Jasmine, es una cantante de pop estadounidense. Jasmine es conocida por ganar Radio Disney's 2009 y N.B.T. (Next Big Thing). Fue una artista destacada por TBN's iShine KNECT, proporcionando la canción original del espectáculo. Hasta la fecha, Jasmine ha lanzado un álbum en iShine Records y varios singles independientes, incluyendo singles que han sido destacados en álbumes recopilatorios y bandas sonoras.

## Experiencia personal
Nació en California, en una familia de orígenes étnicos mezclados, incluyendo de Hispanoamérica e Italia. Aunque Jasmine nace en California, ella y su familia se trasladaron a Nashville (Tennessee), cuando tenía ocho años de edad. Jasmine actualmente vive en Franklin (Tennessee). Antes de convertirse en cantante, Jasmine fue porrista, pero debido a una tensión constante en sus cuerdas vocales de gritar, Jasmine decidió renunciar a ser porrista para seguir en una carrera musical. Jasmine empezó a interesarse por la música con doce años

## Experiencia profesional

### Carrera de actriz
Empezó a perseguir su carrera como actriz y estuvo audicionando papeles en Los Ángeles. Recientemente, ella llamó la atención de Mitchell Gosset (el agente de Miley Cyrus) que ahora es el agente de Jasmine. Jasmine tiene la capacidad para ofrecer un concepto y tirar lo que está diciendo. "Espero ser parte de su futuro éxito en esta industria", dijo Gossett.

### Carrera musical
Jasmine fue una artista invitada en IShine KNECT, un espectáculo cristiano en Trinity Broadcasting Network. De hecho, su álbum debut fue lanzado en iShine Records. La segunda temporada de IShine KNECT no cuenta con Jasmine.
En 2009, con 15 años, Jasmine entró y ganó Radio Disney's N.B.T. (Next Big Thing) que es un concurso de música. Las canciones destacadas en la competencia fueron "Make a Movie" y "Nothing Left to Say" de su álbum debut "The Next Me". Poco después, Jasmine se añadió a la lista de reproducción Radio Disney.
Después de "The Next Me", Jasmine estrenó su segundo sencillo, "Boy Crazy". Fue puesto en la Radio Disney Jams, CD. Vol. 12. Luego, en noviembre, lanzó "Knock Knock". Que también contó con un video musical y un remix oficial.
El 5 de enero del 2012, Jasmine lanzó su tercer sencillo, "GYOB (Get Your Own Boyfriend)", bajo el sello Jsound. Jasmine empezó una banda con su hermana pequeña, llamada 2XO. Talia estuvo en la segunda y la tercera sesion de The Rap Game. El 21 de julio de 2017, 2XO lanzaron su sencillo debut "Summer Love". El 6 de diciembre del 2017 sacaron una versión de la canción Sleigh Ride que fue subida a la plataforma SoundCloud.

## Discografía
Álbumes de estudio
Solista
| Fecha             | Título      | Etiqueta (s)      |
| ----------------- | ----------- | ----------------- |
| 5 de mayo de 2009 | The Next Me | iShine, Provident |

2XO
| Fecha | Título | Etiqueta (s)      |
| ----- | ------ | ----------------- |
| 2017  | TBA    | Hollywood Records |

Contribución en banda sonora
| Fecha                | Título         | Película   | Etiqueta (s)        |
| -------------------- | -------------- | ---------- | ------------------- |
| 9 de febrero de 2010 | "Make a Movie" | Starstruck | Walt Disney Records |

Banda sonora (recopilación)
| Fecha               | Song        | Álbum                      | Etiqueta (s)        |
| ------------------- | ----------- | -------------------------- | ------------------- |
| 30 de marzo de 2010 | "Boy Crazy" | Radio Disney Jams, Vol. 12 | Walt Disney Records |

Singles independientes
- "Boy Crazy" (2010)
- "Knock Knock" (2010)
- "GYOB (Get Your Own Boyfriend)" (2012)
- "Make It Louder" (2012)

2XO Singles
- "Summer Love" (featuring Ricky Garcia) (2017)
- "Sleigh Ride" (2017)
- "Blame On You" (2019)